# Loccum
Loccum ist seit 1974 ein Stadtteil von Rehburg-Loccum im Landkreis Nienburg/Weser in Niedersachsen (Deutschland).
In Loccum, das sich auf rund 31 km² Fläche erstreckt, leben 2973 Einwohner (2011).

## Geographie
Loccum liegt etwa 50 km nordwestlich von Hannover in der Nähe des Steinhuder Meers. Es befindet sich westlich der Rehburger Berge und wird in Süd-Nord-Richtung von der Fulde (Zufluss des Steinhuder Meerbachs) durchflossen. Die Grenze zu Nordrhein-Westfalen verläuft entlang der Loccumer Gemarkung rund 3 km westlich des Ortskerns.

## Geschichte

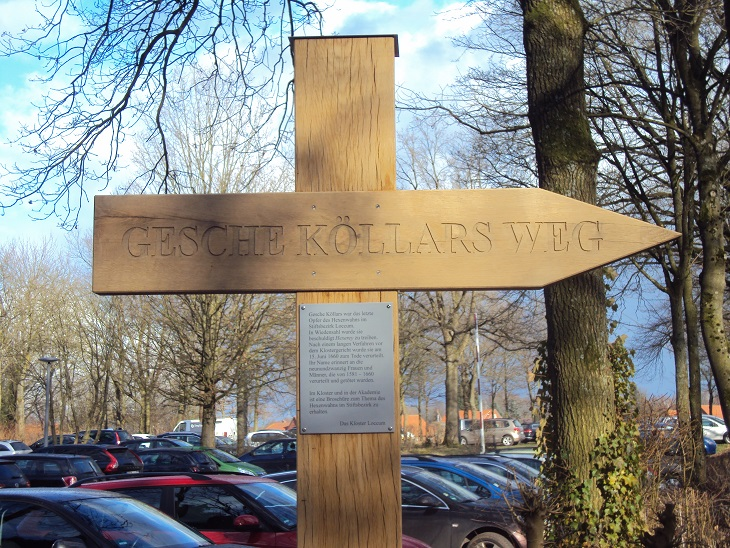
Der Gesche Koellarsweg erinnert an die Hinrichtung der Bauersfrau als Hexe in Loccum

Der Namensursprung von Loccum wird im Namen Lucca gesehen. Es gab hier ein Adelsgeschlecht derer von Lucca, Erbauer der Luccaburg. Die Namensherkunft könnte im Slawischen liegen, wo Lucca als Ausdruck für dt. 'Wiese' gedeutet werden kann. Es wird vermutet, dass sich hier im sächsischen Siedlungsraum um das 8. Jahrhundert slawischsprachige Wenden niederließen.
Wesentliche Bedeutung erlangte der Ort wegen des 1163 durch Mönche des Zisterzienserordens gegründeten Klosters, das sich in den folgenden Jahrhunderten zu einem der bedeutendsten geistlichen Zentren in Norddeutschland entwickelte. Eine Schule wurde erstmals 1593 erwähnt. Das Kloster hatte diese eingerichtet und in der ehemaligen Frauenkapelle untergebracht. In diesem Gebäude wurden die Kinder bis zu einem Schulneubau 1963 unterrichtet.
In Loccum wurden von 1581 bis 1661 etwa 33 Menschen in Hexenprozessen hingerichtet, überwiegend Frauen. Erstes Opfer der Hexenverfolgungen war 1628 Magdalene bey der Koppeln, einer der anderen Prozesse wurde gegen Gesche Köllers geführt. Die meisten Verurteilten wurden auf dem Rosenbraken verbrannt, einem Flurstück zwischen Klosterforst und Bundesstraße 441. In der Loccumer Überlieferung gilt der kleine Teich am Hang oberhalb von Bachteich und Fulde als sogenannter Hexenteich, an dem die Wasserproben vermeintlich stattfanden. Der Rat der Stadt Rehburg-Loccum hat am 25. September 2013 einen Beschluss zur sozialethischen Rehabilitation der Opfer der Hexenprozesse gefasst.
Von 1936 bis 1945 gab es in der Loccum-Heide ein Tanklager (Lufttanklager Loccum) der Luftwaffe, das Ende des Zweiten Weltkrieges von den Engländern gesprengt wurde. Heute sind in der Loccumer Heide noch Reste zu erkennen. Die ehemalige Kaserne, die bis Anfang der 1990er Jahre genutzt wurde, ist heute Gewerbegebiet. Dort werden unter anderem Dinosauriermodelle gebaut, die im Dinosaurier-Park Münchehagen ausgestellt sind. Ein Großteil des Geländes gehört noch immer zur Bundeswehr, und es werden dort noch regelmäßig Übungen abgehalten.
Von Dezember 1898 bis Sommer 1936 war Loccum an die Steinhuder Meer-Bahn angeschlossen, diese führte von Wunstorf nach Uchte. Von 1921 bis Anfang der 1980er Jahre war Loccum ebenfalls an das Netz der Deutschen Reichsbahn bzw. Deutschen Bundesbahn angeschlossen (Bahnstrecke Stadthagen–Stolzenau). Die Strecke führte von Leese über Loccum und Münchehagen weiter in Richtung Wiedensahl nach Stadthagen. Noch heute sind Streckenverläufe und alte Bahndämme auf Luftbildern zu erkennen. Das ehemalige Bahnhofsgebäude dient heutzutage als Wohnhaus.
Am 19. März 1955 wurde im Kloster Loccum ein Staatskirchenvertrag für das Land Niedersachsen unterzeichnet. (Loccumer Vertrag)
Die Gemeinde Loccum besaß ein eigenes Wappen, bis sie am 1. März 1974 mit vier weiteren Gemeinden in die neue Stadt Rehburg-Loccum eingegliedert wurde.

## Politik

### Ortsrat
Der Ortsrat, der Loccum vertritt, setzt sich aus sieben Mitgliedern zusammen. Die Ratsmitglieder werden durch eine Kommunalwahl für jeweils fünf Jahre gewählt.
Bei der Kommunalwahl 2021 ergab sich folgende Sitzverteilung:
| Ortsrat 2021Insgesamt 7 Sitze - SPD: 4 - Grüne: 1 - FDP: 1 - CDU: 1 |

### Ortsbürgermeisterin
Ortsbürgermeisterin ist Dörte Zieseniß (SPD).

## Kultur und Sehenswürdigkeiten

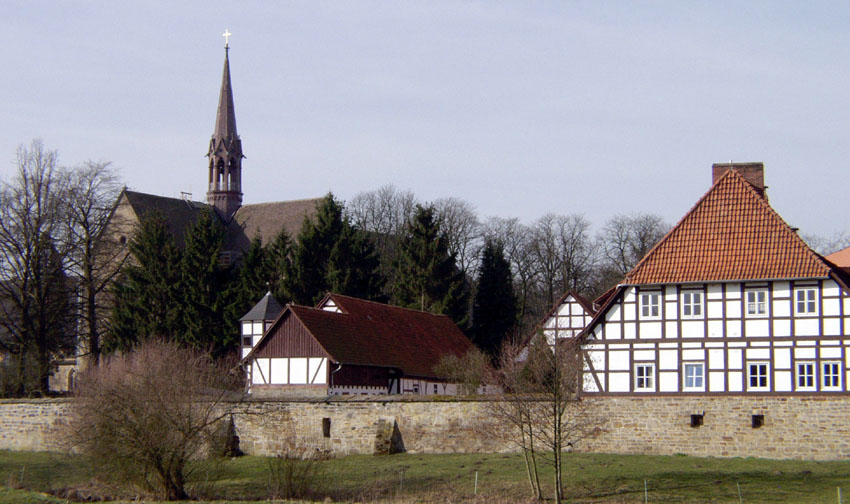
Blick auf Kloster Loccum

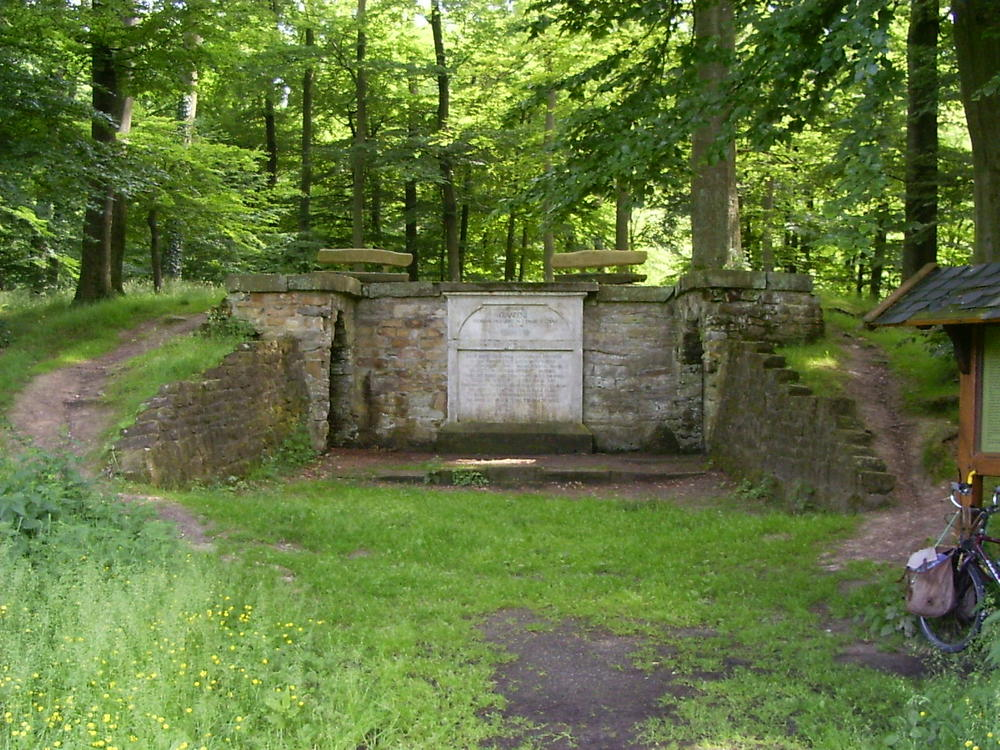
Burghügel der Luccaburg

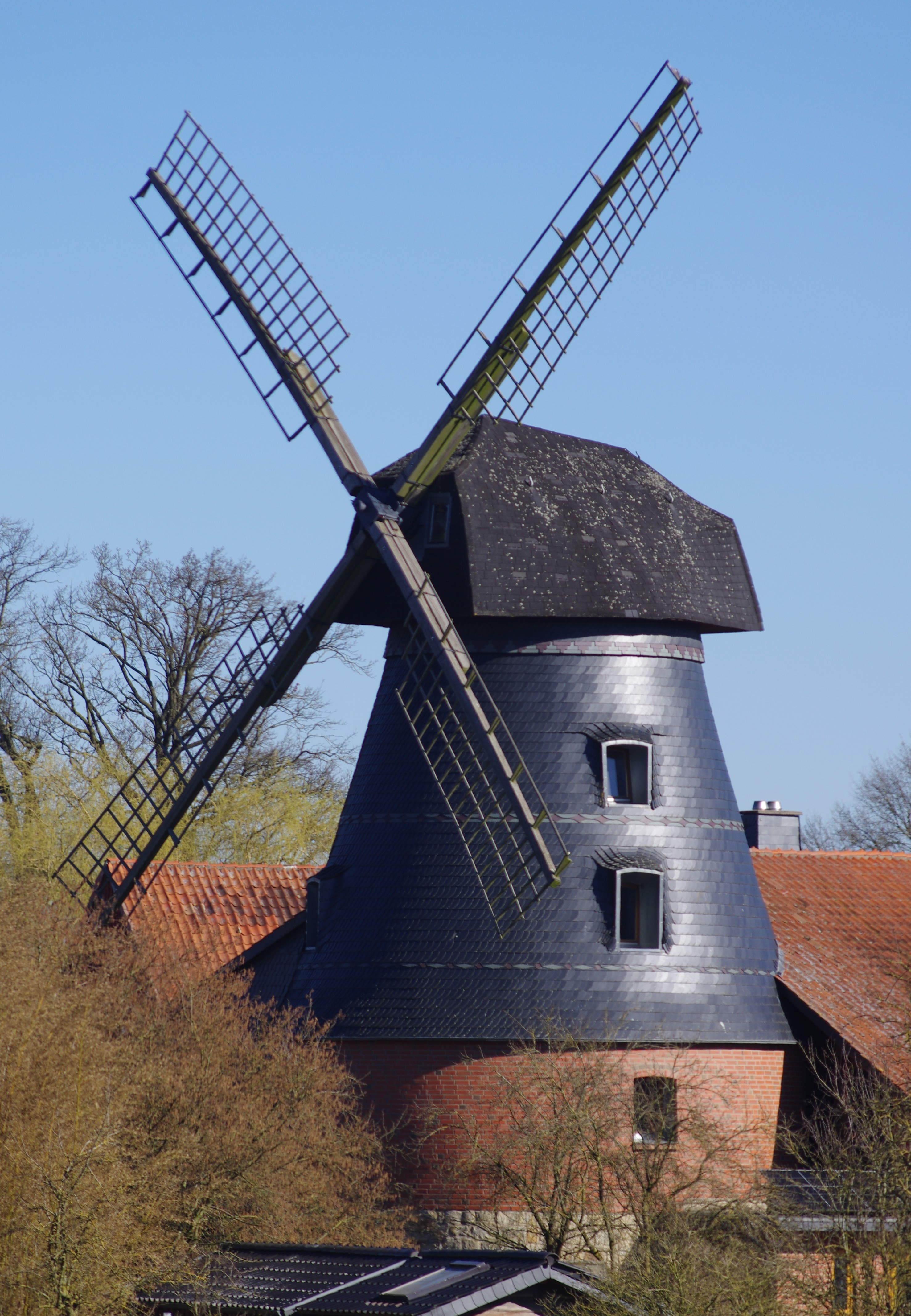
Loccumer Windmühle

### Bauwerke
- Die noch fast mittelalterliche Klosteranlage des 1163 gegründeten Zisterzienser-Kloster Loccum gehört zu den am besten erhaltenen nördlich der Alpen. Die ältesten Gebäude sind die ehemalige Stiftskirche, die heutige Georgskirche, der Kreuzgang, das Slaphus und das Laienrefektorium, die aus dem 13. Jahrhundert stammen. Das Refektorium wurde 1599 fertiggestellt, das Konventshaus um 1750 errichtet. Seit etwa 1600 besteht in den  ehemaligen Klostergebäuden ein lutherischer Konvent, der auch weiterhin einen Abt wählt.
- Die vom 9. bis zum 12. Jahrhundert bestehende Luccaburg war eine kleine frühmittelalterliche Niederungsburg in der Bauweise einer Turmhügelburg. Ihre Reste finden sich 1 km südlich des Klosters Loccum, für das es namensgebend war.
- Die Loccumer Windmühle von 1849 erhielt 2013 nach 83 Jahren wieder neue Flügel und wurde sorgfältig renoviert.[7]

### Sport
Für Kinder und Jugendliche gibt es ein Jugendhaus. Darüber hinaus hat Loccum als Sportverein den TSV Loccum. Einen Spielmannszug, den Schützenverein Loccum e. V. 1923 mit einer „Bogensparte“ (Sparte Bogenschießen), sowie die Kyffhäuser Kameradschaft Loccum.

### Regelmäßige Veranstaltungen
Jährlich gibt es am Wochenende vor dem Martinstag einen Herbstmarkt auf dem Marktplatz mit mehreren Fahrgeschäften. Alle zwei Jahre findet das Schützenfest statt, alle vier Jahre ein Erntedankfest.

## Wirtschaft und Infrastruktur

### Unternehmen
- Loccum besitzt ein Gewerbegebiet auf dem Gelände der ehemaligen Kaserne. In dem Gebiet befinden sich heute eine Tischlerei, ein Zeltverleih, ein Abschleppdienst sowie eine Werkstatt für Dinosauriermodelle, die teilweise in alle Welt versendet werden.
- Wenn man weiter in die Loccumer Heide hineinfährt, findet man in einem anderen Teil der ehemaligen Kaserne noch eine Blinden- und Behindertenwerkstatt.
- Die Evangelische Akademie Loccum ist heute der größte Arbeitgeber in Loccum. Weitere kirchliche Institutionen sind das Pastoralkolleg Loccum, das Religionspädagogische Institut und das Kloster Loccum.
- Es gibt drei Supermärkte und zwei Tankstellen.
- In Loccum gibt es eine große Arztpraxis, zwei Zahnarztpraxen, eine Kieferorthopädiepraxis und eine Apotheke.

### Öffentliche Einrichtungen
Loccum ist der Sitz der folgenden Institutionen:
- Religionspädagogisches Institut Loccum
- Evangelische Akademie Loccum
- Pastoralkolleg Loccum
- Evangelische Heimvolkshochschule, gegründet 1953

Weitere Einrichtungen sind:
- Freiwillige Feuerwehr Loccum (gegründet 1909)
- Jugendhaus
- Sportplatz

### Bildung
- Im Ort ist die Oberschule (ehemals Haupt- und Realschule) der Stadt Rehburg-Loccum untergebracht.
- Für den vorschulischen Bereich gibt es einen Kindergarten (Kindergarten Uhlenbusch).
- Religionspädagogisches Institut Loccum (RPI). Es bietet zentrale Fort- und Weiterbildungen für Lehrerinnen, Lehrer sowie kirchliche Mitarbeiter an.

### Verkehr
- Loccum liegt an der Bundesstraße 441 die, von Wunstorf kommend, weiter Richtung Uchte führt.
- Der Bahnhof Loccum lag an der Bahnstrecke Stadthagen–Stolzenau sowie an der Steinhuder Meer-Bahn.
- Seit 1997 verkehrt ein Bürgerbus zwischen den Ortsteilen von Rehburg-Loccum.
- Loccum ist mit den Buslinien 2121 aus Stadthagen sowie 53 aus Wunstorf, die über Leese nach Stolzenau weiter führt, zu erreichen. Nach Nienburg/Weser kommt man mit der Linie 50.

## Persönlichkeiten
- Burchard I. von Loccum (* um 1090 in Loccum), Graf von Loccum, Graf im südlichen Ambergau und Vogt von Gandersheim und Clus
- Magdalene bey der Koppeln († 1628 in Loccum), erstes Opfer der Hexenverfolgungen
- Gerhard Bunnemann (1842–1925), Oberbürgermeister von Bielefeld
- Thea von Trainer-Graumann (* 1928), Schriftstellerin und Lyrikerin, lebte in Rehburg-Loccum und war Bibliothekarin in Loccum[9]